# Belgisch legioen (1814)
Het Belgisch legioen (Légion Belge) was de legermacht welke in 1814 in de Belgische gewesten werd opgericht, nadat deze bezet werden als voormalige Franse departementen door de geallieerde coalitielegers. In maart-april 1815 werden de eenheden geïntegreerd in het Nederlandse leger.

## Oprichting
Als gevolg van de Zesde Coalitieoorlog werd het territorium van de Zuidelijke Nederlanden in januari 1814 bezet door de Zweedse en Pruisische geallieerde legers onder bevel van hertog Karel August van Saksen-Weimar en generaal von Bülow, die België voor "bevrijd" verklaarden. Een voorlopige regering moest de organisatie van het territorium in handen nemen. Onderdeel daarvan was de oprichting van een eigen Belgisch leger. De coördinatie hiervan binnen de voorlopige regering was de taak van de secretaris-generaal voor bewapening, Philippe Ambroise Eugène Ghislain d'Olmen, baron van Poederlee (1773-1815).

## Samenstelling van het Belgisch Legioen
Er werden zes infanterie regimenten opgericht, te weten vier regimenten linie-infanterie en twee regimenten Jagers.
Graaf Charles-Albert van der Burch richtte op 13 februari 1814 het regiment chevau-légers van den Burch op. Op initiatief van prins Ferdinand de Croÿ werden op 1 maart 1814 de huzaren de Croÿ opgericht. Daarnaast was er nog een regiment karabiniers en een eenheid artillerie te voet.
De manschappen werden vooral gerekruteerd bij de ervaren veteranen uit de Napoleontische legers hadden gediend. Bevelhebbers als van der Burch en de Croÿ hadden echter geen enkele militaire ervaring.

## Integratie in het Nederlandse leger
In het voorjaar van 1815 werden de "Belgische" eenheden omgevormd tot eenheden in het leger van het Verenigd Koninkrijk der Nederlanden. Ze kregen nieuwe namen en waar nodig ervaren bevelhebbers:
- het regiment chevau-légers van den Burch werd het 5de Regiment Lichte Dragonders, onder bevel van Edouard Mercx de Corbais
- het regiment huzaren de Croÿ werd het Regiment huzaren No. 8, onder bevel van Ignace Louis Duvivier
- het regiment karabiniers werd het Regiment karabiniers No. 2, onder bevel van Jean-Baptiste de Bruyn de Basisque
- het regiment "Brabant" werd het Bataljon Infanterie van Linie nr. 1, onder bevel van Willem Kuijck
- het regiment "Vlaanderen" werd het Bataljon Infanterie van Linie nr. 7, onder bevel van François-Chrétien Vanden Sande
- de bataljons Luikerwalen werden het Bataljon Infanterie van Linie nr. 3, onder bevel van Charles L'Honneux
- het regiment "Namen" werd het Bataljon Infanterie van Linie nr. 4, onder bevel van E. de Man
- het 1ste regiment Jagers werd het 35ste Bataljon Jagers, onder bevel van Amédée de Failly
- het 2de regiment Jagers werd het 36ste Bataljon Jagers, onder bevel van Charles Goethals

De "Belgische" eenheden werden onder deze vorm niet veel later zwaar op de proef gesteld in de Slag bij Quatre-Bras en de Slag bij Waterloo.